# The Kiss (film 1896)
The Kiss (conosciuto anche come The May Irwin Kiss, The Rice-Irwin Kiss e The Widow Jones) è un film del 1896 diretto da William Heise. È un cortometraggio della durata di circa 18 secondi che raffigura una rievocazione del bacio tra May Irwin e John C. Rice dalla scena finale del musical teatrale The Widow Jones di John J. McNally. Girato al Black Maria, fu uno dei primi film proiettati commercialmente al pubblico e causò scandalo e disapprovazione da parte dei giornali.
Nel 1999 il corto fu ritenuto "culturalmente significativo" dalla Biblioteca del Congresso e selezionato per la conservazione nel National Film Registry. Il 22 febbraio 2005 fu incluso nella raccolta DVD Edison: The Invention of the Movies (uscita solo nell'America del Nord).

## Controversie
Il film include il primo bacio su pellicola, con un primo piano di una coppia che amoreggia e si bacia brevemente sulle labbra. La scena del bacio fu denunciata come scioccante e oscena dai primi spettatori e causò l'invocazione di censura e riforma morale da parte della Chiesa cattolica – poiché i baci in pubblico all'epoca potevano portare a procedimenti giudiziari.
Il film provocò scandalo e disapprovazione negli editoriali dei giornali e richieste di interventi della polizia in molti luoghi in cui fu proiettato. Un critico contemporaneo scrisse: "Lo spettacolo del prolungato pascolo sulle rispettive labbra era abbastanza bestiale a grandezza naturale sul palco, ma ingrandito a proporzioni gigantesche e ripetuto tre volte è assolutamente disgustoso".